# جزيرة كيلايان
جزيرة كيلايان وهي جزيرة من جزر إندونيسيا، وتتبع مدينة بنجرماسين في إقليم كليمنتان الجنوبية في إندونيسيا.